# Рыжевский сельский совет (Белопольский район)
Рыжевский сельский совет (укр. Рижівська сільська рада) — входит в состав
Белопольского района
Сумской области
Украины.
Административный центр сельского совета находится в 
с. Рыжевка
.

## Населённые пункты совета
- с. Рыжевка
- с. Атинское
- с. Будки
- с. Голышевское
- с. Стукаловка